# Atomium
L'Atomium és un monument construït a Brussel·les per a l'Expo 58. Dissenyat per l'enginyer André Waterkeyn i els arquitectes André i Jean Polak, fa 102 metres d'altura. Està format per nou esferes d'acer de 18 metres de diàmetre cadascuna, connectades entre si per representar un cristall de ferro ampliat 165 mil milions de vegades.
Uns tubs connecten les esferes. A l'interior hi ha escales mecàniques i un ascensor que permeten accedir a les cinc esferes visitables, que contenen sales d'exposició i altres espais públics. L'esfera superior ofereix una vista panoràmica de Brussel·les. La CNN el va anomenar l'edifici més estrany d'Europa.

## Restauració
La restauració de l'Atomium començà el març del 2004; va ser tancat al públic al mes d'octubre, i va romandre tancat fins al 18 de febrer del 2006. Les reformes havien substituït les làmines d'alumini de les esferes per acer inoxidable. Per ajudar en el pagament de les reformes, l'alumini vell es venia al públic transformat en souvenirs. Una peça triangular d'uns dos metres de llargada es va vendre per mil euros.

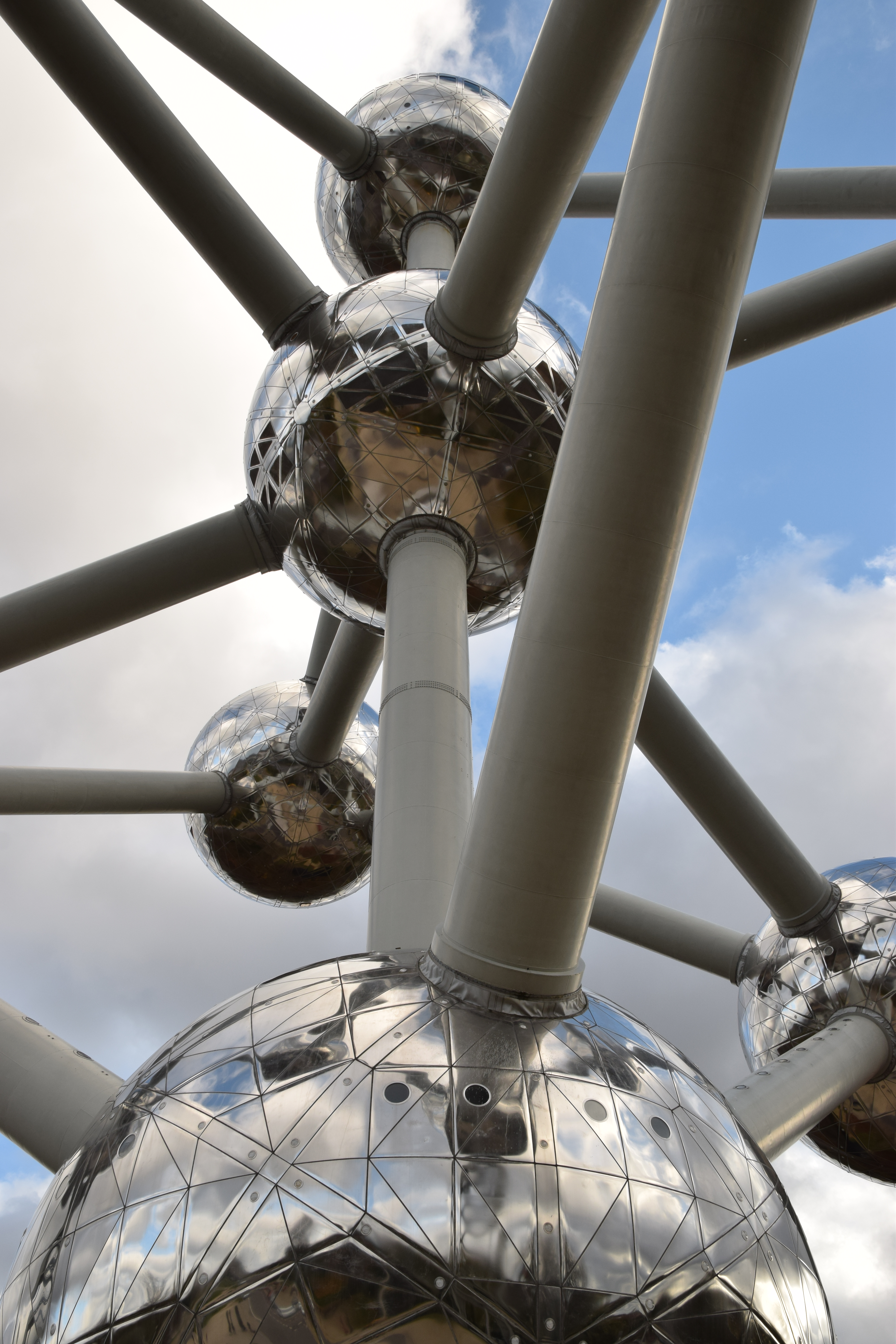

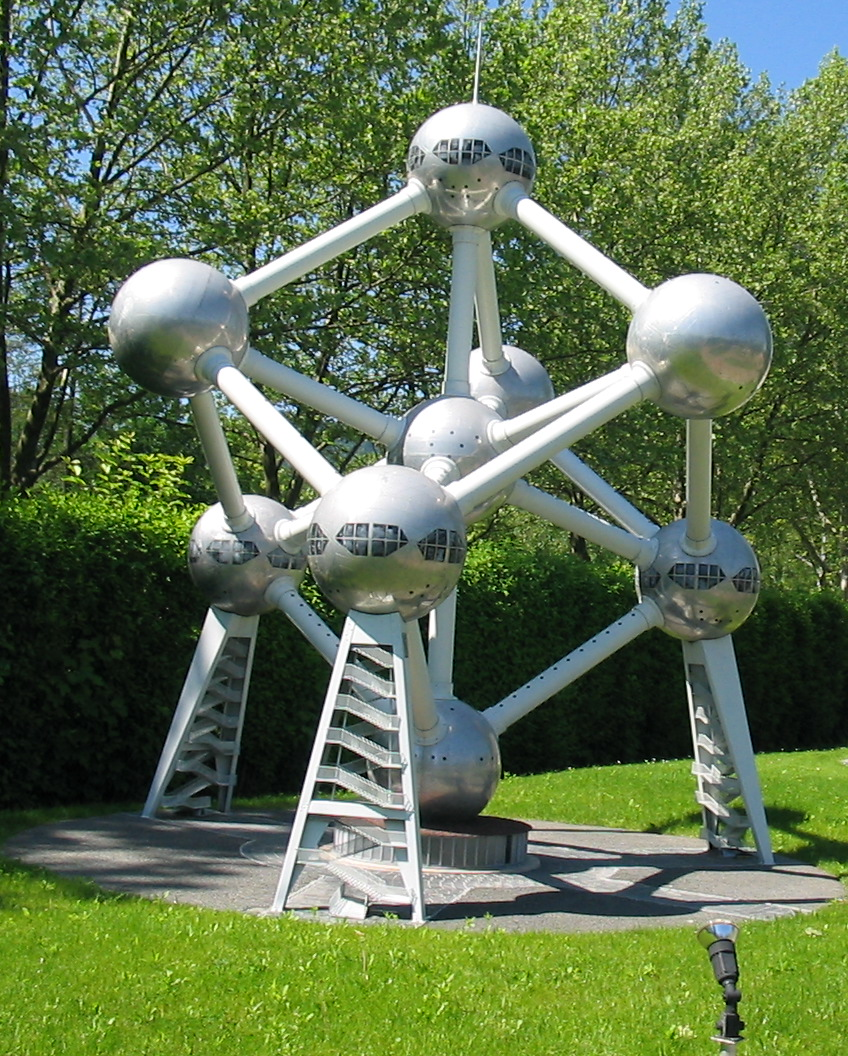
Un model de l'Atòmium a Mini-Europe

Tres de les quatre esferes superiors no tenen prou suports verticals i no estan obertes al públic per raons de seguretat, tot i que l'esfera superior sí que és visitable. El disseny original no presentava suports; l'estructura simplement es recolzava a les esferes. Unes proves en un túnel de vent demostraren que l'estructura s'hauria esfondrat amb vents superiors als 80 km/h. Van ser afegides columnes de suport per evitar que l'estructura bolqués.